# Сельские округа Тверской области
Сельские округа — административно-территориальные единицы, образованные в составе районов Тверской области.
С 2006 года как учётные единицы выделяются исключительно в ОКАТО.

## История
После распада СССР сельсоветы сохранялись на территории Тверской области до второй половины 1990-х годов. К 1998 году сельсоветы были преобразованы в сельские округа.
В Законе об административно-территориальном устройстве от 27 мая 1999 года № 62-ОЗ-2 было дано следующее определение:
- сельский округ — административное объединение географически и экономически связанных между собой сельских поселений (территорию сельского округа может составлять и территория одного сельского поселения).

18 января 2005 года вышел закон № 4-ЗО о статусе и границах городских округов и муниципальных районов. 28 февраля 2005 года серией постановлений были образованы городские и сельские поселения муниципальных районов, при этом в приложениях со схемой границ поселений указывались административные районы. Тем самым, сельские округа как административно-территориальные единицы были заменены в 2005 году сельскими поселениями на фактическом уровне.
Реестр административно-территориального устройства ведётся на основании этих документов.
В первоначальную редакцию нового Закона об административно-территориальном устройстве сельские поселения, однако, не попали (или подразумевались опосредованно как вид органов местного самоуправления), в число административно-территориальных единиц были включены с 2012 года.
Преобразование сельских округов в сельские поселения в ОКАТО не было отражено, но был утверждён новый состав территориальных округов, территориально и количественно совпадающих с сельскими поселениями. 312 сельских округов из ОКАТО были исключены, некоторые переименованы, утверждены 20 новых (выделены светло-серым цветом).
С 2012 года наблюдается сокращение числа сельских поселений посредством их объединения, а с 2015 года и посредством упразднения в результате преобразования муниципальных и административных районов в городские и, с 2019 года, муниципальные округа. Эти преобразования, как правило, в ОКАТО не отражены, тем самым информация об административно-территориальном устройстве Тверской области в основном не является актуальной.

## Список сельских округов
Обозначения:
- с/о — сельский округ;
- с/п — сельское поселение (муниципальное образование и административно-территориальная единица);
- пгт — посёлок городского типа.

### Сельские округа преобразованных районов
14 районов и выделяющие в их составе 112 сельских округов как традиционно выделяющиеся в ОКАТО объекты административно-территориального устройства. В настоящее время данных районов и сельских округов не существует.
| №   | Сельский округ    | Варианты названия  | Сельское поселение | Район           |
| --- | ----------------- | ------------------ | ------------------ | --------------- |
| 1   | Аксёновский       |                    | Аксёновское        | Андреапольский  |
| 2   | Алёшинский        |                    | Алёшино            | Рамешковский    |
| 3   | Ахматовский       |                    | Обросовское        | Молоковский     |
| 4   | Барановский       |                    | Сосновицкое        | Лихославльский  |
| 5   | Барбинский        |                    | Барбинское         | Краснохолмский  |
| 6   | Барыковский       |                    | Барыковское        | Кашинский       |
| 7   | Бенецкий          |                    | Бенецкое           | Западнодвинский |
| 8   | Березугский       |                    | Селижаровское      | Селижаровский   |
| 9   | Бологовский       |                    | Бологовское        | Андреапольский  |
| 10  | Большекошинский   |                    | Большекошинское    | Селижаровский   |
| 11  | Большемалинский   |                    | Большемалинское    | Сандовский      |
| 12  | Большерагозинский |                    | Барбинское         | Краснохолмский  |
| 13  | Борисовский       |                    | Борисовское        | Вышневолоцкий   |
| 14  | Ботовский         |                    | Ботовское          | Осташковский    |
| 15  | Бохтовский        |                    | Бохтовское         | Лесной          |
| 16  | Брусовский        |                    | Брусовское         | Удомельский     |
| 17  | Булатовский       |                    | Булатовское        | Кашинский       |
| 18  | Ведновский        |                    | Ведное             | Рамешковский    |
| 19  | Верхнетроицкий    |                    | Верхнетроицкое     | Кашинский       |
| 20  | Вёскинский        |                    | Вёскинское         | Лихославльский  |
| 21  | Волокский         |                    | Волокское          | Андреапольский  |
| 22  | Ворошиловский     |                    | Ворошиловское      | Пеновский       |
| 23  | Выдропужский      |                    | Выдропужское       | Спировский      |
| 24  | Высокинский       |                    | Высокинское        | Нелидовский     |
| 25  | Высоковский       |                    | Высоково           | Рамешковский    |
| 26  | Высокушинский     |                    | Барбинское         | Краснохолмский  |
| 27  | Глазковский       |                    | Глазковское        | Оленинский      |
| 28  | Глебенский        |                    | Глебенское         | Краснохолмский  |
| 29  | Горняцкий         |                    | Горняцкое          | Вышневолоцкий   |
| 30  | Гришинский        |                    | Гришинское         | Оленинский      |
| 31  | Гусевский         |                    | Гусевское          | Оленинский      |
| 32  | Давыдовский       |                    | Давыдовское        | Кашинский       |
| 33  | Делединский       |                    | Молоковское        | Молоковский     |
| 34  | Дмитровский       |                    | Дмитровское        | Селижаровский   |
| 35  | Дятловский        |                    | Дятловское         | Вышневолоцкий   |
| 36  | Ёгонский          |                    | Ёгонское           | Весьегонский    |
| 37  | Елецкий           |                    | Большекошинское    | Селижаровский   |
| 38  | Еремковский       |                    | Еремковское        | Удомельский     |
| 39  | Есеновичский      |                    | Есеновичское       | Вышневолоцкий   |
| 40  | Ждановский        |                    | Ждановское         | Осташковский    |
| 41  | Заёвский          |                    | Заёвское           | Пеновский       |
| 42  | Заклинский        |                    | Заклинье           | Рамешковский    |
| 43  | Залучьенский      |                    | Залучьенское       | Осташковский    |
| 44  | Замошский         |                    | Замошское          | Осташковский    |
| 45  | Западнодвинский   |                    | Западнодвинское    | Западнодвинский |
| 46  | Зареченский       |                    | Зареченское        | Удомельский     |
| 47  | Застолбский       |                    | Застолбье          | Рамешковский    |
| 48  | Захаровский       |                    | Селижаровское      | Селижаровский   |
| 49  | Зеленогорский     |                    | Зеленогорское      | Вышневолоцкий   |
| 50  | Земцовский        |                    | Земцовское         | Нелидовский     |
| 51  | Ивановский        |                    | Ивановское         | Весьегонский    |
| 52  | Ильгощинский      |                    | Ильгощи            | Рамешковский    |
| 53  | Ильинский         |                    | Ильинское          | Западнодвинский |
| 54  | Ильинский         |                    | Вёскинское         | Лихославльский  |
| 55  | Кавской           |                    | Кавское            | Лихославльский  |
| 56  | Карабузинский     |                    | Карабузинское      | Кашинский       |
| 57  | Кесемский         |                    | Кесемское          | Весьегонский    |
| 58  | Киверичский       |                    | Киверичи           | Рамешковский    |
| 59  | Княщинский        |                    | Княщинское         | Вышневолоцкий   |
| 60  | Козловский        |                    | Козловское         | Спировский      |
| 61  | Коломенский       |                    | Коломенское        | Вышневолоцкий   |
| 62  | Копачёвский       |                    | Копачёвское        | Удомельский     |
| 63  | Котлованский      |                    | Котлованское       | Удомельский     |
| 64  | Краснознаменский  |                    | Краснознаменское   | Спировский      |
| 65  | Крючковский       |                    | Вёскинское         | Лихославльский  |
| 66  | Куровский         |                    | Куровское          | Удомельский     |
| 67  | Кушалинский       |                    | Кушалино           | Рамешковский    |
| 68  | Ларионовский      |                    | Селижаровское      | Селижаровский   |
| 69  | Лесной            |                    | Лесное             | Лесной          |
| 70  | Лихачёвский       |                    | Лихачёвское        | Краснохолмский  |
| 71  | Луговский         |                    | Луговское          | Андреапольский  |
| 72  | Лужниковский      |                    | Лужниковское       | Вышневолоцкий   |
| 73  | Лукинский         |                    | Лукинское          | Сандовский      |
| 74  | Любегощинский     |                    | Любегощинское      | Весьегонский    |
| 75  | Максимковский     |                    | Дмитровское        | Селижаровский   |
| 76  | Мартыновский      |                    | Лихачёвское        | Краснохолмский  |
| 77  | Медведковский     |                    | Медведковское      | Лесной          |
| 78  | Микшинский        |                    | Микшинское         | Лихославльский  |
| 79  | Молдинский        |                    | Молдинское         | Удомельский     |
| 80  | Молодотудский     |                    | Молодотудское      | Оленинский      |
| 81  | Молоковский       |                    | Молоковское        | Молоковский     |
| 82  | Мостовской        |                    | Мостовское         | Оленинский      |
| 83  | Мошенский         |                    | Мошенское          | Осташковский    |
| 84  | Мстинский         |                    | Мстинское          | Удомельский     |
| 85  | Некрасовский      |                    | Некрасово          | Рамешковский    |
| 86  | Нелидовский       |                    | Нелидовское        | Нелидовский     |
| 87  | Нивский           |                    | Глебенское         | Краснохолмский  |
| 88  | Никольский        |                    | Никольское         | Рамешковский    |
| 89  | Новосёлковский    |                    | Новосёлковское     | Нелидовский     |
| 90  | Обросовский       |                    | Обросовское        | Молоковский     |
| 91  | Овсищенский       |                    | Овсищенское        | Вышневолоцкий   |
| 92  | Оковецкий         |                    | Оковецкое          | Селижаровский   |
| 93  | Охватский         |                    | Охватское          | Пеновский       |
| 94  | Пеньковский       |                    | Пеньковское        | Спировский      |
| 95  | Первитинский      |                    | Кавское            | Лихославльский  |
| 96  | Пестриковский     |                    | Пестриковское      | Кашинский       |
| 97  | Письяковский      |                    | Письяковское       | Кашинский       |
| 98  | Порожкинский      |                    | Порожкинское       | Удомельский     |
| 99  | Пронинский        | до 2005: Чернецкий | Ивановское         | Весьегонский    |
| 100 | Романовский       |                    | Романовское        | Весьегонский    |
| 101 | Рунский           |                    | Рунское            | Пеновский       |
| 102 | Рядский           |                    | Рядское            | Удомельский     |
| 103 | Садовый           |                    | Садовое            | Вышневолоцкий   |
| 104 | Свапущенский      |                    | Свапущенское       | Осташковский    |
| 105 | Святосельский     |                    | Святосельское      | Осташковский    |
| 106 | Селищенский       |                    | Селищенское        | Селижаровский   |
| 107 | Селянский         |                    | Селянское          | Нелидовский     |
| 108 | Серёдкинский      |                    | Серёдкинское       | Пеновский       |
| 109 | Сиговский         |                    | Сиговское          | Осташковский    |
| 110 | Славковский       |                    | Славковское        | Кашинский       |
| 111 | Соболинский       |                    | Соболинское        | Сандовский      |
| 112 | Солнечный         |                    | Солнечное          | Вышневолоцкий   |
| 113 | Сорогожский       |                    | Сорогожское        | Лесной          |
| 114 | Сорожский         |                    | Сорожское          | Осташковский    |
| 115 | Сорокинский       |                    | Сорокинское        | Вышневолоцкий   |
| 116 | Сосновицкий       |                    | Сосновицкое        | Лихославльский  |
| 117 | Станской          |                    | Станское           | Лихославльский  |
| 118 | Старосандовский   |                    | Топоровское        | Сандовский      |
| 119 | Староторопский    |                    | Староторопское     | Западнодвинский |
| 120 | Талицкий          |                    | Селижаровское      | Селижаровский   |
| 121 | Таракинский       |                    | Удомельское        | Удомельский     |
| 122 | Терелесовский     |                    | Терелесовское      | Вышневолоцкий   |
| 123 | Толмачёвский      |                    | Толмачёвское       | Лихославльский  |
| 124 | Топоровский       |                    | Топоровское        | Сандовский      |
| 125 | Торопацкий        |                    | Торопацкое         | Андреапольский  |
| 126 | Удомельский       |                    | Удомельское        | Удомельский     |
| 127 | Ульянинский       |                    | Лихачёвское        | Краснохолмский  |
| 128 | Уницкий           |                    | Уницкое            | Кашинский       |
| 129 | Утеховский        |                    | Глебенское         | Краснохолмский  |
| 130 | Фарафоновский     |                    | Фарафоновское      | Кашинский       |
| 131 | Хитинский         |                    | Хитинское          | Осташковский    |
| 132 | Холмецкий         |                    | Холмецкое          | Оленинский      |
| 133 | Холохоленский     |                    | Холохоленское      | Вышневолоцкий   |
| 134 | Хотилицкий        |                    | Хотилицкое         | Андреапольский  |
| 135 | Чайкинский        |                    | Чайкинское         | Пеновский       |
| 136 | Чамеровский       |                    | Чамеровское        | Весьегонский    |
| 137 | Черкасовский      |                    | Обросовское        | Молоковский     |
| 138 | Шараповский       |                    | Шараповское        | Западнодвинский |
| 139 | Шепелевский       |                    | Шепелевское        | Кашинский       |
| 140 | Шуваевский        |                    | Селищенское        | Селижаровский   |
| 141 | Щучьенский        |                    | Щучьенское         | Осташковский    |

| №  | Район           | Год  | Округ                               |
| -- | --------------- | ---- | ----------------------------------- |
| 1  | Андреапольский  | 2019 | Андреапольский муниципальный округ  |
| 2  | Весьегонский    | 2019 | Весьегонский муниципальный округ    |
| 3  | Вышневолоцкий   | 2019 | Вышневолоцкий городской округ       |
| 4  | Западнодвинский | 2020 | Западнодвинский муниципальный округ |
| 5  | Кашинский       | 2018 | Кашинский городской округ           |
| 6  | Краснохолмский  | 2020 | Краснохолмский муниципальный округ  |
| 7  | Лесной          | 2019 | Лесной муниципальный округ          |
| 8  | Лихославльский  | 2021 | Лихославльский муниципальный округ  |
| 9  | Молоковский     | 2021 | Молоковский муниципальный округ     |
| 10 | Нелидовский     | 2018 | Нелидовский городской округ         |
| 11 | Оленинский      | 2019 | Оленинский муниципальный округ      |
| 12 | Осташковский    | 2017 | Осташковский городской округ        |
| 13 | Пеновский       | 2020 | Пеновский муниципальный округ       |
| 14 | Рамешковский    | 2021 | Рамешковский муниципальный округ    |
| 15 | Сандовский      | 2020 | Сандовский муниципальный округ      |
| 16 | Селижаровский   | 2020 | Селижаровский муниципальный округ   |
| 17 | Спировский      | 2021 | Спировский муниципальный округ      |
| 18 | Удомельский     | 2015 | Удомельский городской округ         |

### Сельские округа существующих районов
18 района, 171 сельский округ в их составе, выделяющиеся согласно ОКАТО, и соответствующие им 143 сельских поселения.
Сельские округа, образованные в 2012 году в результате объединения, выделены тёмно-серым цветом.
| №   | Сельский округ      | Варианты названия          | Сельское поселение  | Район          |
| --- | ------------------- | -------------------------- | ------------------- | -------------- |
| 1   | Аввакумовский       |                            | Аввакумовское       | Калининский    |
| 2   | Алфёровский         |                            | Алфёровское         | Калязинский    |
| 3   | Архангельский       |                            | Архангельское       | Старицкий      |
| 4   | Беляницкий          |                            | Беляницкое          | Сонковский     |
| 5   | Березайский         |                            | Березайское         | Бологовский    |
| 6   | Березорядский       |                            | Березорядское       | Бологовский    |
| 7   | Берновский          |                            | Берновское          | Старицкий      |
| 8   | Богатьковский       |                            | Высоковское         | Торжокский     |
| 9   | Большекузнечковский |                            | Тысяцкое            | Кувшиновский   |
| 10  | Большепетровский    |                            | Будовское           | Торжокский     |
| 11  | Большесвятцовский   |                            | Большесвятцовское   | Торжокский     |
| 12  | Борзынский          |                            | Тысяцкое            | Кувшиновский   |
| 13  | Борисцевский        |                            | Борисцевское        | Торжокский     |
| 14  | Борковский          |                            | Борковское          | Бежецкий       |
| 15  | Борковский          |                            | Прямухинское        | Кувшиновский   |
| 16  | Будёновский         |                            | Рыбинское           | Максатихинский |
| 17  | Будинский           |                            | Будинское           | Бельский       |
| 18  | Будовский           |                            | Будовское           | Торжокский     |
| 19  | Бурашевский         |                            | Бурашевское         | Калининский    |
| 20  | Быковский           |                            | Быковское           | Кимрский       |
| 21  | Вазузский           |                            | Вазузское           | Зубцовский     |
| 22  | Валдайский          |                            | Валдайское          | Бологовский    |
| 23  | Василевский         |                            | Василевское         | Торопецкий     |
| 24  | Васильковский       |                            | Сокольническое      | Кувшиновский   |
| 25  | Васюковский         |                            | Васюковское         | Бежецкий       |
| 26  | Вахонинский         |                            | Вахонинское         | Конаковский    |
| 27  | Великооктябрьский   |                            | Великооктябрьское   | Фировский      |
| 28  | Верхневолжский      |                            | Верхневолжское      | Калининский    |
| 29  | Верховский          |                            | Верховское          | Бельский       |
| 30  | Волокский           |                            | Плоскошское         | Торопецкий     |
| 31  | Выползовский        |                            | Выползовское        | Бологовский    |
| 32  | Высоковский         |                            | Высоковское         | Торжокский     |
| 33  | Гладышевский        |                            | Гладышевское        | Сонковский     |
| 34  | Горицкий            |                            | Горицкое            | Кимрский       |
| 35  | Городенский         |                            | Городенское         | Конаковский    |
| 36  | Городищенский       |                            | Городищенское       | Бежецкий       |
| 37  | Горский             |                            | Горское             | Сонковский     |
| 38  | Григорковский       |                            | Григорковское       | Сонковский     |
| 39  | Грузинский          |                            | Грузинское          | Торжокский     |
| 40  | Гузятинский         |                            | Гузятинское         | Бологовский    |
| 41  | Демяховский         |                            | Демяховское         | Бельский       |
| 42  | Дмитровогорский     | до 2005: Дмитрово-Горский  | Дмитровогорское     | Конаковский    |
| 43  | Дорожаевский        |                            | Дорожаевское        | Зубцовский     |
| 44  | Егорьевский         |                            | Егорьевское         | Бельский       |
| 45  | Елисеевский         |                            | Елисеевское         | Кесовогорский  |
| 46  | Емельяновский       |                            | Емельяновское       | Старицкий      |
| 47  | Есинский            |                            | Есинка              | Ржевский       |
| 48  | Жарковский          |                            | Жарковское          | Жарковский     |
| 49  | Житищенский         |                            | Житищенское         | Бежецкий       |
| 50  | Завидово            |                            | Завидово            | Конаковский    |
| 51  | Заволжский          |                            | Заволжское          | Калининский    |
| 52  | Заовражский         |                            | Прямухинское        | Кувшиновский   |
| 53  | Зареченский         |                            | Зареченское         | Максатихинский |
| 54  | Зобинский           |                            | Зобинское           | Бежецкий       |
| 55  | Зубцовский          |                            | Зубцовское          | Зубцовский     |
| 56  | Ильинский           |                            | Ильинское           | Кимрский       |
| 57  | Итомлинский         |                            | Итомля              | Ржевский       |
| 58  | Каблуковский        |                            | Каблуковское        | Калининский    |
| 59  | Кавельщинский       |                            | Кавельщинское       | Бельский       |
| 60  | Каменский           |                            | Малышевское         | Максатихинский |
| 61  | Кафтинский          |                            | Кафтинское          | Бологовский    |
| 62  | Кемецкий            |                            | Кемецкое            | Бологовский    |
| 63  | Кесовский           |                            | Кесовское           | Кесовогорский  |
| 64  | Клоковский          |                            | Мирновское          | Торжокский     |
| 65  | Княжьегорский       |                            | Княжьегорское       | Зубцовский     |
| 66  | Козловский          |                            | Козловское          | Конаковский    |
| 67  | Койский             |                            | Койское             | Сонковский     |
| 68  | Кострецкий          |                            | Зареченское         | Максатихинский |
| 69  | Красновский         |                            | Красновское         | Кимрский       |
| 70  | Красногорский       |                            | Красногорское       | Калининский    |
| 71  | Кудрявцевский       |                            | Кудрявцевское       | Торопецкий     |
| 72  | Куженкинский        |                            | Куженкинское        | Бологовский    |
| 73  | Кулицкий            |                            | Кулицкое            | Калининский    |
| 74  | Ладьинский          |                            | Высоковское         | Торжокский     |
| 75  | Лаптихинский        |                            | Лаптихинское        | Бежецкий       |
| 76  | Лисковский          |                            | Лисковское          | Кесовогорский  |
| 77  | Луковниково         |                            | Луковниково         | Старицкий      |
| 78  | Маловасилевский     |                            | Маловасилевское     | Кимрский       |
| 79  | Малышевский         |                            | Малышевское         | Максатихинский |
| 80  | Марьинский          |                            | Марьинское          | Торжокский     |
| 81  | Масловский          |                            | Масловское          | Торжокский     |
| 82  | Медведевский        |                            | Медведево           | Ржевский       |
| 83  | Медновский          |                            | Медновское          | Калининский    |
| 84  | Мелковский          |                            | Старомелковское     | Конаковский    |
| 85  | Мирновский          |                            | Мирновское          | Торжокский     |
| 86  | Михайловогорский    | до 2006: Михайлово-Горский | Шишковское          | Бежецкий       |
| 87  | Михайловский        |                            | Михайловское        | Калининский    |
| 88  | Могилёвский         |                            | Могилёвское         | Кувшиновский   |
| 89  | Моркиногорский      | до 2006: Моркино-Горский   | Моркиногорское      | Бежецкий       |
| 90  | Мошковский          |                            | Мошковское          | Торжокский     |
| 91  | Неклюдовский        |                            | Неклюдовское        | Кимрский       |
| 92  | Нерльский           |                            | Нерльское           | Калязинский    |
| 93  | Никольский          |                            | Яконовское          | Торжокский     |
| 94  | Никольский          |                            | Никольское          | Кесовогорский  |
| 95  | Никулинский         |                            | Никулинское         | Калининский    |
| 96  | Ново-Ямский         |                            | Ново-Ямское         | Старицкий      |
| 97  | Новосёлковский      |                            | Новосёлковское      | Жарковский     |
| 98  | Осташковский        |                            | Яконовское          | Торжокский     |
| 99  | Пальчихинский       |                            | Зареченское         | Максатихинский |
| 100 | Паньково            |                            | Паньково            | Старицкий      |
| 101 | Пеньский            |                            | Тысяцкое            | Кувшиновский   |
| 102 | Первомайский        |                            | Первомайское        | Конаковский    |
| 103 | Петровский          |                            | Петровское          | Сонковский     |
| 104 | Печетовский         |                            | Печетовское         | Кимрский       |
| 105 | Пироговский         |                            | Грузинское          | Торжокский     |
| 106 | Пищалкинский        |                            | Пищалкинское        | Сонковский     |
| 107 | Плоскошский         |                            | Плоскошское         | Торопецкий     |
| 108 | Победовский         |                            | Победа              | Ржевский       |
| 109 | Погорельский        |                            | Погорельское        | Зубцовский     |
| 110 | Подгорненский       |                            | Подгородненское     | Торопецкий     |
| 111 | Пожинский           |                            | Пожинское           | Торопецкий     |
| 112 | Понизовский         |                            | Понизовское         | Торопецкий     |
| 113 | Поречьевский        |                            | Поречьевское        | Бежецкий       |
| 114 | Пречисто-Каменский  |                            | Прямухинское        | Кувшиновский   |
| 115 | Приволжский         |                            | Приволжское         | Кимрский       |
| 116 | Пригородный         |                            | Пригородный         | Бельский       |
| 117 | Прямухинский        |                            | Прямухинское        | Кувшиновский   |
| 118 | Ранцевский          |                            | Сокольническое      | Кувшиновский   |
| 119 | Речанский           |                            | Речанское           | Торопецкий     |
| 120 | Ривицкий            |                            | Зареченское         | Максатихинский |
| 121 | Рождественский      |                            | Рождественское      | Фировский      |
| 122 | Рудниковский        |                            | Рудниковское        | Торжокский     |
| 123 | Ручковский          |                            | Рыбинское           | Максатихинский |
| 124 | Ручьёвский          |                            | Ручьёвское          | Конаковский    |
| 125 | Рыбинский           |                            | Рыбинское           | Максатихинский |
| 126 | Рютинский           |                            | Рютинское           | Бологовский    |
| 127 | Селецкий            |                            | Рыбинское           | Максатихинский |
| 128 | Селиховский         |                            | Селиховское         | Конаковский    |
| 129 | Семендяевский       |                            | Семендяевское       | Калязинский    |
| 130 | Скворцовский        |                            | Скворцовское        | Торопецкий     |
| 131 | Славновский         |                            | Славновское         | Калининский    |
| 132 | Сокольнический      |                            | Сокольническое      | Кувшиновский   |
| 133 | Старица, станция    |                            | станция Старица     | Старицкий      |
| 134 | Старобисловский     |                            | Старобисловское     | Калязинский    |
| 135 | Степуринский        |                            | Степуринское        | Старицкий      |
| 136 | Столипинский        |                            | Столипинское        | Зубцовский     |
| 137 | Стоянцевский        |                            | Стоянцевское        | Кимрский       |
| 138 | Страшевичский       |                            | Страшевичское       | Торжокский     |
| 139 | Стрелихинский       |                            | Стрелихинское       | Кесовогорский  |
| 140 | Сукроменский        |                            | Сукроменское        | Бежецкий       |
| 141 | Сукромленский       |                            | Сукромленское       | Торжокский     |
| 142 | Сычёвский           |                            | Новосёлковское      | Жарковский     |
| 143 | Тверецкий           |                            | Тверецкое           | Торжокский     |
| 144 | Титовский           |                            | Титовское           | Кимрский       |
| 145 | Тредубский          |                            | Мошковское          | Торжокский     |
| 146 | Трестенский         |                            | Зареченское         | Максатихинский |
| 147 | Троицкий            |                            | Щучейское           | Жарковский     |
| 148 | Труженицкий         |                            | Малышевское         | Максатихинский |
| 149 | Тургиновский        |                            | Тургиновское        | Калининский    |
| 150 | Тысяцкий            |                            | Тысяцкое            | Кувшиновский   |
| 151 | Уваровский          |                            | Плоскошское         | Торопецкий     |
| 152 | Ульяновский         |                            | Ульяновское         | Зубцовский     |
| 153 | Успенский           |                            | Успенское           | Ржевский       |
| 154 | Устиновский         |                            | Устиновское         | Кимрский       |
| 155 | Фёдоровский         |                            | Фёдоровское         | Кимрский       |
| 156 | Феневский           |                            | Феневское           | Кесовогорский  |
| 157 | Филиппковский       |                            | Филиппковское       | Бежецкий       |
| 158 | Фировский           |                            | Фировское           | Фировский      |
| 159 | Фралёвский          |                            | Фралёвское          | Бежецкий       |
| 160 | Хорошевский         |                            | Хорошево            | Ржевский       |
| 161 | Центральный         |                            | Центральное         | Кимрский       |
| 162 | Черногубовский      |                            | Черногубовское      | Калининский    |
| 163 | Чертолинский        |                            | Чертолино           | Ржевский       |
| 164 | Шешуринский         |                            | Пожинское           | Торопецкий     |
| 165 | Шишковский          |                            | Шишковское          | Бежецкий       |
| 166 | Шолоховский         |                            | Итомля              | Ржевский       |
| 167 | Щербининский        |                            | Щербининское        | Калининский    |
| 168 | Щучейский           |                            | Щучейское           | Жарковский     |
| 169 | Эммаусский          |                            | Эммаусское          | Калининский    |
| 170 | Юрьево-Девичевский  |                            | Юрьево-Девичьевское | Конаковский    |
| 171 | Яконовский          |                            | Яконовское          | Торжокский     |

| № | Сельский округ | Район       | Поселение          | Комментарий                                                         |
| - | -------------- | ----------- | ------------------ | ------------------------------------------------------------------- |
| 1 | Васильевский   | Старицкий   | Васильевское с/п   | 2012: объединён с Паньковским в с/о Паньково                        |
| 2 | Завидовский    | Конаковский | Завидовское с/п    | 2012: объединён с Мокшинским с/о в с/п Завидово                     |
| 3 | Корениченский  | Старицкий   | Корениченское с/п  | 2012: объединён с Красновским и Старицким в с/о станция Старица     |
| 4 | Красновский    | Старицкий   | Красновское с/п    | 2012: объединён с Корениченским и Старицким в с/о станция Старица   |
| 5 | Луковниковский | Старицкий   | Луковниковское с/п | 2012: объединён с Орешкинским в с/о в с/о Луковниково               |
| 6 | Мокшинский     | Конаковский | Мокшинское с/п     | 2012: объединён с Завидовским с/о в с/п Завидово                    |
| 7 | Орешкинский    | Старицкий   | Орешкинское с/п    | 2012: объединён с Луковниковским в с/о Луковниково                  |
| 8 | Паньковский    | Старицкий   | Паньковское с/п    | 2012: объединён с Васильевским в с/о Паньково                       |
| 9 | Старицкий      | Старицкий   | Старицкое с/п      | 2012: объединён с Корениченским и Красновским в с/о станция Старица |

### Сельские округа, исключённые из ОКАТО в 2005 году
| №   | Сельский округ     | Варианты названия   | Район           | После 2005                          |
| --- | ------------------ | ------------------- | --------------- | ----------------------------------- |
| 1   | Азаровский         |                     | Ржевский        | Чертолинский с/о                    |
| 2   | Аксентьевский      |                     | Западнодвинский | Ильинский с/о                       |
| 3   | Алексейковский     |                     | Лесной          | Сорогожский с/о                     |
| 4   | Альфимовский       |                     | Торжокский      | Сукромленский с/о                   |
| 5   | Андрейковский      |                     | Калининский     | Бурашевский с/о                     |
| 6   | Антоновский        |                     | Молоковский     | Черкасовский с/о                    |
| 7   | Апухтинский        |                     | Калязинский     | Старобисловский с/о                 |
| 8   | Бабинский          |                     | Старицкий       | Орешкинский с/о                     |
| 9   | Бабынинский        |                     | Старицкий       | Степуринский с/о                    |
| 10  | Баевский           |                     | Западнодвинский | Западнодвинский с/о                 |
| 11  | Барановский        |                     | Весьегонский    | Ивановский с/о                      |
| 12  | Баринцевский       |                     | Калязинский     | Семендяевский с/о                   |
| 13  | Бахмутовский       |                     | Ржевский        | Победовский с/о                     |
| 14  | Бекренский         |                     | Краснохолмский  | Нивский с/о                         |
| 15  | Белавинский        |                     | Зубцовский      | Ульяновский с/о                     |
| 16  | Беле-Кушальский    |                     | Калининский     | Славновский с/о                     |
| 17  | Березинский        |                     | Калининский     | Бурашевский с/о                     |
| 18  | Берёзовский        |                     | Лихославльский  | Толмачёвский с/о                    |
| 19  | Берёзовский        |                     | Нелидовский     | Новосёлковский с/о                  |
| 20  | Бибиревский        |                     | Западнодвинский | Западнодвинский с/о                 |
| 21  | Бикаловский        |                     | Молоковский     | Молоковский с/о                     |
| 22  | Бирючевский        |                     | Спировский      | Краснознаменский с/о                |
| 23  | Бителевский        |                     | Калязинский     | Нерльский с/о                       |
| 24  | Благининский       |                     | Зубцовский      | Княжьегорский с/о                   |
| 25  | Бобровский         |                     | Оленинский      | пгт Оленино, Глазковский с/о        |
| 26  | Бойковский         |                     | Старицкий       | Ново-Ямской с/о                     |
| 27  | Болдыревский       |                     | Старицкий       | Степуринский с/о                    |
| 28  | Большеборковский   |                     | Калининский     | Заволжский с/о                      |
| 29  | Большегорский      |                     | Калининский     | Тургиновский с/о                    |
| 30  | Борисковский       |                     | Кесовогорский   | Стрелихинский с/о                   |
| 31  | Борисовский        |                     | Лесной          | Медведковский с/о                   |
| 32  | Борковский         |                     | Вышневолоцкий   | Лужниковский с/о                    |
| 33  | Борковский         |                     | Зубцовский      | Зубцовский с/о                      |
| 34  | Боровенский        |                     | Вышневолоцкий   | Коломенский с/о                     |
| 35  | Борпрудовский      |                     | Лесной          | Лесной с/о                          |
| 36  | Братсковский       |                     | Краснохолмский  | Лихачёвский, Мартыновский с/о       |
| 37  | Бродовский         |                     | Старицкий       | Васильевский с/о                    |
| 38  | Брычевский         |                     | Зубцовский      | Зубцовский с/о                      |
| 39  | Булатниковский     |                     | Торжокский      | Мошковский с/о                      |
| 40  | Бухоловский        |                     | Вышневолоцкий   | Есеновичский с/о                    |
| 41  | Бушевецкий         |                     | Бологовский     | г.о.з. Бологое                      |
| 42  | Васильевский       |                     | Калязинский     | Алфёровский с/о                     |
| 43  | Васильковский      |                     | Краснохолмский  | Мартыновский с/о                    |
| 44  | Васьковский        |                     | Западнодвинский | Ильинский с/о                       |
| 45  | Введенский         |                     | Молоковский     | Ахматовский с/о                     |
| 46  | Введенский         |                     | Кашинский       | Фарафоновский с/о                   |
| 47  | Верескуновский     |                     | Удомельский     | Порожкинский с/о                    |
| 48  | Власьевский        |                     | Кашинский       | Уницкий с/о                         |
| 49  | Вокшинский         |                     | Сандовский      | Топоровский с/о                     |
| 50  | Воронинский        |                     | Оленинский      | пгт Оленино, Гришинский с/о         |
| 51  | Воронцовский       |                     | Калязинский     | Нерльский с/о                       |
| 52  | Воропунивский      |                     | Торжокский      | Богатьковский с/о                   |
| 53  | Воскресенский      |                     | Андреапольский  | Хотилицкий с/о                      |
| 54  | Вышковский         |                     | Лихославльский  | Микшинский с/о                      |
| 55  | Гаврилковский      |                     | Конаковский     | пгт Новозавидовский, Козловский с/о |
| 56  | Гладкологский      |                     | Андреапольский  | Андреапольский с/о                  |
| 57  | Глазомичский       |                     | Западнодвинский | Ильинский с/о                       |
| 58  | Глебовский         |                     | Ржевский        | Успенский с/о                       |
| 59  | Глунцовский        |                     | Краснохолмский  | Большерагозинский с/о               |
| 60  | Глуховский         |                     | Торжокский      | Высоковский с/о                     |
| 61  | Горицкий           |                     | Андреапольский  | Волокский с/о                       |
| 62  | Горкинский         |                     | Нелидовский     | Новосёлковский с/о                  |
| 63  | Горношкирятский    |                     | Кесовогорский   | Кесовский, Лисковский с/о           |
| 64  | Гороватский        |                     | Жарковский      | Жарковский, Щучейский с/о           |
| 65  | Городецкий         |                     | Спировский      | Пеньковский с/о                     |
| 66  | Городковский       |                     | Лесной          | Медведковский, Лесной с/о           |
| 67  | Городковский       |                     | Пеновский       | Застолбский с/о                     |
| 68  | Городковский       |                     | Оленинский      | Гусевский с/о                       |
| 69  | Горский            |                     | Молоковский     | Молоковский с/о                     |
| 70  | Гостеневский       |                     | Старицкий       | Емельяновский с/о                   |
| 71  | Гостиницкий        |                     | Максатихинский  | Будёновский с/о                     |
| 72  | Градницкий         |                     | Бежецкий        | Борковский с/о                      |
| 73  | Грибановский       |                     | Бежецкий        | Егорьевский с/о                     |
| 74  | Грядецкий          |                     | Торопецкий      | Речанский с/о                       |
| 75  | Гурьевский         |                     | Старицкий       | Степуринский с/о                    |
| 76  | Гуттский           |                     | Лихославльский  | Сосновицкий с/о                     |
| 77  | Дарьинский         |                     | Старицкий       | Берновский с/о                      |
| 78  | Денежновский       |                     | Старицкий       | Луковниковский с/о                  |
| 79  | Диевский           |                     | Рамешковский    | Алёшинский с/о                      |
| 80  | Дмитровский        |                     | Ржевский        | Итомлинский с/о                     |
| 81  | Домашинский        |                     | Ржевский        | Есинский с/о                        |
| 82  | Дружногорковский   |                     | Селижаровский   | Оковецкий с/о                       |
| 83  | Дрыгомский         |                     | Селижаровский   | Березугский с/о                     |
| 84  | Дубищенский        |                     | Максатихинский  | Будёновский с/о                     |
| 85  | Дубровский         |                     | Фировский       | Великооктябрьский с/о               |
| 86  | Дубровский         |                     | Селижаровский   | Селищенский с/о                     |
| 87  | Дубровский         |                     | Западнодвинский | Западнодвинский с/о                 |
| 88  | Дудоровский        |                     | Торжокский      | Ладьинский с/о                      |
| 89  | Дурневский         |                     | Ржевский        | Итомлинский с/о                     |
| 90  | Дымовский          |                     | Калязинский     | Алфёровский с/о                     |
| 91  | Дымцевский         |                     | Максатихинский  | Селецкий с/о                        |
| 92  | Дягилевский        |                     | Селижаровский   | Березугский с/о                     |
| 93  | Езвинский          |                     | Калининский     | Бурашевский с/о                     |
| 94  | Еремеевский        |                     | Спировский      | Козловский с/о                      |
| 95  | Жилотковский       |                     | Вышневолоцкий   | Лужниковский с/о                    |
| 96  | Жуковский          |                     | Андреапольский  | Торопацкий с/о                      |
| 97  | Жуковский          |                     | Фировский       | Великооктябрьский с/о               |
| 98  | Жукопский          |                     | Андреапольский  | Луговской с/о                       |
| 99  | Заболотинский      |                     | Бежецкий        | Пригородный с/о                     |
| 100 | Заболотский        |                     | Спировский      | Выдропужский с/о                    |
| 101 | Заборский          |                     | Пеновский       | Ворошиловский с/о                   |
| 102 | Заборский          |                     | Нелидовский     | Новосёлковский с/о                  |
| 103 | Завидовский        |                     | Оленинский      | Гришинский с/о                      |
| 104 | Задубский          |                     | Осташковский    | Мошенский с/о                       |
| 105 | Залазинский        |                     | Лихославльский  | Микшинский с/о                      |
| 106 | Замытский          |                     | Рамешковский    | Высоковский с/о                     |
| 107 | Занепречьенский    |                     | Осташковский    | Замошский с/о                       |
| 108 | Застровский        |                     | Лесной          | Бохтовский с/о                      |
| 109 | Звягинский         |                     | Ржевский        | Чертолинский с/о                    |
| 110 | Знаменский         |                     | Оленинский      | Мостовской с/о                      |
| 111 | Зубаревский        |                     | Сонковский      | Григорковский с/о                   |
| 112 | Зуевский           |                     | Зубцовский      | Зубцовский с/о                      |
| 113 | Ивакинский         |                     | Краснохолмский  | Глебенский, Нивский с/о             |
| 114 | Ивановский         |                     | Рамешковский    | Киверичский с/о                     |
| 115 | Ильинский          |                     | Торжокский      | Пироговский с/о                     |
| 116 | Ильинский          |                     | Калининский     | Бурашевский с/о                     |
| 117 | Ильинский          |                     | Вышневолоцкий   | Княщининский с/о                    |
| 118 | Ильченковский      |                     | Ржевский        | Чертолинский с/о                    |
| 119 | Ильятинский        |                     | Бологовский     | Выползовский с/о                    |
| 120 | Исаковский         |                     | Калязинский     | Старобисловский с/о                 |
| 121 | Каденский          |                     | Оленинский      | Холмецкий с/о                       |
| 122 | Капшинский         |                     | Калязинский     | Нерльский с/о                       |
| 123 | Карамзинский       |                     | Зубцовский      | Вазузский с/о                       |
| 124 | Кашинский          |                     | Оленинский      | Глазковский с/о                     |
| 125 | Кашинский          |                     | Селижаровский   | Максимковский с/о                   |
| 126 | Киселёвский        |                     | Селижаровский   | Большекошинский с/о                 |
| 127 | Климовский         |                     | Торжокский      | Большепетровский с/о                |
| 128 | Ключевской         | до 1998: Ключевский | Максатихинский  | Пальчихинский с/о                   |
| 129 | Княжихинский       |                     | Бежецкий        | Шишковский с/о                      |
| 130 | Кожгорский         |                     | Лесной          | Сорогожский с/о                     |
| 131 | Козловский         |                     | Оленинский      | Мостовской с/о                      |
| 132 | Козловский         |                     | Андреапольский  | Андреапольский с/о                  |
| 133 | Козьмодемьяновский |                     | Кашинский       | Шепелевский с/о                     |
| 134 | Кокошкинский       |                     | Ржевский        | Хорошевский с/о                     |
| 135 | Комаровский        |                     | Бежецкий        | Кавельщинский с/о                   |
| 136 | Конищевский        |                     | Торопецкий      | Плоскошский с/о                     |
| 137 | Коньковский        |                     | Старицкий       | Паньковский с/о                     |
| 138 | Коробовский        |                     | Кашинский       | Барыковский, Пестриковский с/о      |
| 139 | Корыхновский       |                     | Бологовский     | Валдайский с/о                      |
| 140 | Косковско-Горский  |                     | Рамешковский    | Некрасовский с/о                    |
| 141 | Котовский          |                     | Бельский        | Демяховский с/о                     |
| 142 | Кочутский          |                     | Торопецкий      | Волокский с/о                       |
| 143 | Кошкинский         |                     | Кимрский        | Горицкий с/о                        |
| 144 | Красногородский    |                     | Кувшиновский    | Могилёвский с/о                     |
| 145 | Красногорский      |                     | Максатихинский  | Ручковский с/о                      |
| 146 | Краснополецкий     |                     | Торопецкий      | Плоскошский с/о                     |
| 147 | Красухинский       |                     | Максатихинский  | Труженицкий с/о                     |
| 148 | Крюковский         |                     | Калязинский     | Нерльский с/о                       |
| 149 | Крючковский        |                     | Андреапольский  | Аксёновский с/о                     |
| 150 | Кузнецковский      |                     | Молоковский     | Молоковский с/о                     |
| 151 | Кузнецовский       |                     | Вышневолоцкий   | Овсищенский с/о                     |
| 152 | Кузовинский        |                     | Лихославльский  | Кавский с/о                         |
| 153 | Кумординский       |                     | Калининский     | Медновский с/о                      |
| 154 | Курьяновский       |                     | Ржевский        | Медведевский с/о                    |
| 155 | Кучинский          |                     | Кимрский        | Ильинский с/о                       |
| 156 | Лавровский         |                     | Сонковский      | Петровский с/о                      |
| 157 | Ладожский          |                     | Сандовский      | Лукинский с/о                       |
| 158 | Ленинский          |                     | Западнодвинский | Ильинский с/о                       |
| 159 | Леонтьевский       |                     | Калязинский     | Семендяевский с/о                   |
| 160 | Леушинский         |                     | Кашинский       | Булатовский с/о                     |
| 161 | Липенский          |                     | Удомельский     | Котлованский с/о                    |
| 162 | Липовский          |                     | Калязинский     | Старобисловский с/о                 |
| 163 | Лобковский         |                     | Кашинский       | Давыдовский с/о                     |
| 164 | Лосевский          |                     | Кимрский        | Красновский, Печетовский с/о        |
| 165 | Лужковский         |                     | Торжокский      | Страшевичский с/о                   |
| 166 | Лужницкий          |                     | Торопецкий      | Кудрявцевский с/о                   |
| 167 | Лыкошинский        |                     | Бологовский     | Валдайский с/о                      |
| 168 | Любинский          |                     | Андреапольский  | Волокский с/о                       |
| 169 | Макеевский         |                     | Западнодвинский | Староторопский с/о                  |
| 170 | Максимовский       |                     | Старицкий       | Красновский с/о                     |
| 171 | Малоананинский     |                     | Селижаровский   | Оковецкий с/о                       |
| 172 | Малокоробинский    |                     | Зубцовский      | Вазузский с/о                       |
| 173 | Мартьяновский      |                     | Старицкий       | Корениченский с/о                   |
| 174 | Матвеевский        |                     | Кесовогорский   | Никольский с/о                      |
| 175 | Медведихинский     |                     | Рамешковский    | Ведновский с/о                      |
| 176 | Митеневский        |                     | Калининский     | Верхневолжский с/о                  |
| 177 | Михайловский       |                     | Лесной          | Бохтовский с/о                      |
| 178 | Михалинский        |                     | Ржевский        | Шолоховский с/о                     |
| 179 | Морозовский        |                     | Бежецкий        | Борковский с/о                      |
| 180 | Мотылёвский        |                     | Лесной          | Медведковский, Сорогожский с/о      |
| 181 | Мошаровский        |                     | Пеновский       | Охватский с/о                       |
| 182 | Мухинский          |                     | Калининский     | Кулицкий с/о                        |
| 183 | Назаровский        |                     | Лихославльский  | Толмачёвский с/о                    |
| 184 | Нестеровский       |                     | Бежецкий        | Пригородный с/о                     |
| 185 | Нестеровский       |                     | Калининский     | Верхневолжский с/о                  |
| 186 | Нестеровский       |                     | Старицкий       | Васильевский с/о                    |
| 187 | Николо-Пустыньский |                     | Зубцовский      | Княжьегорский с/о                   |
| 188 | Никольский         |                     | Зубцовский      | Вазузский с/о                       |
| 189 | Никольский         |                     | Лесной          | Бохтовский с/о                      |
| 190 | Никулинский        |                     | Оленинский      | Глазковский с/о                     |
| 191 | Никулинский        |                     | Спировский      | Козловский с/о                      |
| 192 | Новогорицкий       |                     | Сонковский      | Григорковский с/о                   |
| 193 | Новоникольский     |                     | Нелидовский     | Новосёлковский с/о                  |
| 194 | Новоободовский     |                     | Спировский      | Пеньковский с/о                     |
| 195 | Новский            |                     | Старицкий       | Паньковский с/о                     |
| 196 | Новский            |                     | Зубцовский      | Погорельский с/о                    |
| 197 | Образцовский       |                     | Ржевский        | Победовский с/о                     |
| 198 | Овинищенский       |                     | Весьегонский    | Кесемский с/о                       |
| 199 | Озёро-Горский      |                     | Удомельский     | Мстинский с/о                       |
| 200 | Озерютинский       |                     | Ржевский        | Итомлинский с/о                     |
| 201 | Ольховский         |                     | Селижаровский   | Оковецкий с/о                       |
| 202 | Ореховский         |                     | Ржевский        | Успенский с/о                       |
| 203 | Орловский          |                     | Зубцовский      | Погорельский с/о                    |
| 204 | Орловский          |                     | Старицкий       | Ново-Ямской с/о                     |
| 205 | Осечновский        |                     | Вышневолоцкий   | Дятловский с/о                      |
| 206 | Ососьевский        |                     | Спировский      | Козловский с/о                      |
| 207 | Осугский           |                     | Ржевский        | Медведевский с/о                    |
| 208 | Отрадновский       |                     | Оленинский      | Молодотудский с/о                   |
| 209 | Ошурковский        |                     | Зубцовский      | Дорожаевский с/о                    |
| 210 | Парихинский        |                     | Ржевский        | Победовский с/о                     |
| 211 | Паскинский         |                     | Кимрский        | Печетовский с/о                     |
| 212 | Пеньевский         |                     | Калязинский     | Старобисловский с/о                 |
| 213 | Первомайский       |                     | Западнодвинский | Бенецкий с/о                        |
| 214 | Первомайский       |                     | Оленинский      | Холмецкий с/о                       |
| 215 | Пестихинский       |                     | Бежецкий        | г.о.з. Бежецк, Филиппковский с/о    |
| 216 | Пестряковский      |                     | Торопецкий      | Плоскошский с/о                     |
| 217 | Петровский         |                     | Калининский     | Верхневолжский с/о                  |
| 218 | Петуновский        |                     | Ржевский        | Хорошевский с/о                     |
| 219 | Пищалинский        |                     | Зубцовский      | Зубцовский с/о                      |
| 220 | Плотниковский      |                     | Бежецкий        | Сукроменский с/о                    |
| 221 | Покровский         |                     | Старицкий       | Старицкий с/о                       |
| 222 | Покровский         |                     | Фировский       | Великооктябрьский с/о               |
| 223 | Покровский         |                     | Молоковский     | Ахматовский с/о                     |
| 224 | Полубратовский     |                     | Калининский     | Верхневолжский с/о                  |
| 225 | Понизовский        |                     | Бежецкий        | Пригородный с/о                     |
| 226 | Пореченский        |                     | Сонковский      | Койский                             |
| 227 | Потёсовский        |                     | Бежецкий        | Поречьевский, Фралёвский с/о        |
| 228 | Пригорский         |                     | Сонковский      | Беляницкий с/о                      |
| 229 | Присецкий          |                     | Бежецкий        | Васюковский с/о                     |
| 230 | Прудовский         |                     | Лихославльский  | Толмачёвский с/о                    |
| 231 | Прудский           |                     | Краснохолмский  | Утеховский с/о                      |
| 232 | Пустовский         |                     | Лесной          | Бохтовский с/о                      |
| 233 | Пустораменский     |                     | Рамешковский    | Алёшинский с/о                      |
| 234 | Пушкинский         |                     | Калининский     | Верхневолжский с/о                  |
| 235 | Пчелинский         |                     | Торопецкий      | Подгородненский с/о                 |
| 236 | Пятиусовский       |                     | Западнодвинский | Староторопский с/о                  |
| 237 | Пятницкий          |                     | Торопецкий      | Скворцовский с/о                    |
| 238 | Пятницкий          |                     | Ржевский        | Медведевский с/о                    |
| 239 | Раковский          |                     | Зубцовский      | Погорельский с/о                    |
| 240 | Раменский          |                     | Весьегонский    | Ёгонский с/о                        |
| 241 | Раменский          |                     | Рамешковский    | Ильгощинский с/о                    |
| 242 | Рамешинский        |                     | Молоковский     | Молоковский с/о                     |
| 243 | Рамешковский       |                     | Рамешковский    | Некрасовский с/о                    |
| 244 | Рачевский          |                     | Краснохолмский  | Нивский с/о                         |
| 245 | Роднинский         |                     | Старицкий       | Ново-Ямской с/о                     |
| 246 | Рождественский     |                     | Калининский     | Каблуковский с/о                    |
| 247 | Романовский        |                     | Старицкий       | Степуринский с/о                    |
| 248 | Русинский          |                     | Торжокский      | Страшевичский с/о                   |
| 249 | Рыльцевский        |                     | Зубцовский      | Вазузский с/о                       |
| 250 | Рябинкинский       |                     | Весьегонский    | Чамеровский с/о                     |
| 251 | Рябовский          |                     | Калязинский     | Старобисловский с/о                 |
| 252 | Ряснинский         |                     | Старицкий       | Луковниковский с/о                  |
| 253 | Савватьевский      |                     | Калининский     | Каблуковский с/о                    |
| 254 | Салинский          |                     | Зубцовский      | Столипинский с/о                    |
| 255 | Севастьяновский    |                     | Западнодвинский | Шараповский с/о                     |
| 256 | Семёновский        |                     | Нелидовский     | Нелидовский с/о                     |
| 257 | Сидорковский       |                     | Максатихинский  | Зареченский с/о                     |
| 258 | Сидоровский        |                     | Старицкий       | Степуринский с/о                    |
| 259 | Скоросовский       |                     | Краснохолмский  | Высокушинский с/о                   |
| 260 | Слаутинский        |                     | Пеновский       | Рунский с/о                         |
| 261 | Сосницкий          |                     | Осташковский    | Залучьенский с/о                    |
| 262 | Спасский           |                     | Кашинский       | Славковский с/о                     |
| 263 | Спасский           |                     | Калязинский     | Алфёровский с/о                     |
| 264 | Старогвоздинский   |                     | Краснохолмский  | Барбинский с/о                      |
| 265 | Старогорский       |                     | Зубцовский      | Ульяновский с/о                     |
| 266 | Старский           |                     | Вышневолоцкий   | Дятловский, Сорокинский с/о         |
| 267 | Суборьский         |                     | Молоковский     | Обросовский с/о                     |
| 268 | Суровцовский       |                     | Старицкий       | Ново-Ямской с/о                     |
| 269 | Сутокский          |                     | Рамешковский    | Ильгощинский с/о                    |
| 270 | Сушигорицкий       |                     | Сандовский      | Большемалинский с/о                 |
| 271 | Сырцевский         |                     | Бежецкий        | Лаптихинский, Моркиногорский с/о    |
| 272 | Сытьковский        |                     | Ржевский        | Итомлинский с/о                     |
| 273 | Тарасковский       |                     | Кувшиновский    | Могилёвский с/о                     |
| 274 | Тарховский         |                     | Оленинский      | Гусевский с/о                       |
| 275 | Татевский          |                     | Оленинский      | Гусевский с/о                       |
| 276 | Теблешский         |                     | Бежецкий        | Житищенский с/о                     |
| 277 | Телятниковский     |                     | Лесной          | Медведковский с/о                   |
| 278 | Тимирязевский      |                     | Калязинский     | Старобисловский с/о                 |
| 279 | Тимковский         | до 1998: Чешовский  | Бологовский     | Кафтинский с/о                      |
| 280 | Тимошкинский       |                     | Весьегонский    | Кесемский с/о                       |
| 281 | Толстиковский      |                     | Краснохолмский  | Утеховский с/о                      |
| 282 | Топалковский       |                     | Сандовский      | Большемалинский с/о                 |
| 283 | Трестинский        |                     | Фировский       | Великооктябрьский с/о               |
| 284 | Трубинский         |                     | Ржевский        | Шолоховский с/о                     |
| 285 | Трудовой           |                     | Фировский       | Рождественский с/о                  |
| 286 | Труфанковский      |                     | Максатихинский  | Селецкий с/о                        |
| 287 | Тупиковский        |                     | Торжокский      | Масловский с/о                      |
| 288 | Турыгинский        |                     | Конаковский     | Городенский, Мелковский с/о         |
| 289 | Туханский          |                     | Сандовский      | Соболинский с/о                     |
| 290 | Улинский           |                     | Западнодвинский | Западнодвинский с/о                 |
| 291 | Устровский         |                     | Сандовский      | Старосандовский, Топоровский с/о    |
| 292 | Фалевский          |                     | Кашинский       | Карабузинский с/о                   |
| 293 | Федцовский         |                     | Кесовогорский   | Феневский с/о                       |
| 294 | Филюкинский        |                     | Бежецкий        | Пригородный с/о                     |
| 295 | Фофановский        |                     | Западнодвинский | Западнодвинский с/о                 |
| 296 | Хабоцкий           |                     | Краснохолмский  | Лихачёвский с/о                     |
| 297 | Хлебниковский      |                     | Оленинский      | Гришинский с/о                      |
| 298 | Ходуновский        |                     | Фировский       | Фировский с/о                       |
| 299 | Хозницкий          |                     | Бежецкий        | Сукроменский с/о                    |
| 300 | Хотиловский        |                     | Бологовский     | Куженкинский с/о                    |
| 301 | Хотинский          |                     | Западнодвинский | Западнодвинский с/о                 |
| 302 | Хотошинский        |                     | Селижаровский   | Селищенский с/о                     |
| 303 | Чигиревский        |                     | Калязинский     | Алфёровский с/о                     |
| 304 | Чичатовский        |                     | Бельский        | Демяховский с/о                     |
| 305 | Шайтровщинский     |                     | Бежецкий        | Кавельщинский с/о                   |
| 306 | Шиздеровский       |                     | Оленинский      | Гусевский с/о                       |
| 307 | Шульгинский        |                     | Бежецкий        | Моркиногорский с/о                  |
| 308 | Шутовский          |                     | Кимрский        | Фёдоровский, Центральный с/о        |
| 309 | Щеколдинский       |                     | Зубцовский      | Вазузский с/о                       |
| 310 | Юровский           |                     | Краснохолмский  | Большерагозинский с/о               |
| 311 | Юрьевский          |                     | Старицкий       | Архангельский с/о                   |
| 312 | Яблоньский         |                     | Фировский       | Рождественский с/о                  |
| 313 | Язвихинский        |                     | Лихославльский  | Станский с/о                        |
| 314 | Яринский           |                     | Калязинский     | Нерльский с/о                       |

### Территориальные обмены 2005 года
| №  | ПГТ / сельский округ | Район          | Комментарий                                                |
| -- | -------------------- | -------------- | ---------------------------------------------------------- |
| 1  | Барыковский с/о      | Барыковский    | часть с.н.п. включена в новообразованный Пестриковский с/о |
| 2  | Васильковский с/о    | Кувшиновский   | часть с.н.п. включена в Сокольнический с/о                 |
| 3  | Вахонинский с/о      | Конаковский    | часть с.н.п. переподчинена г.о.з. Конакову                 |
| 4  | Гузятинский с/о      | Бологовский    | часть с.н.п. включена в новообразованный Выползовский с/о  |
| 5  | Егорьевский с/о      | Егорьевский    | часть с.н.п. включена в Верховский с/о                     |
| 6  | Жарковский, пгт      | Жарковский     | часть с.н.п. включена в Жарковский с/о                     |
| 7  | Залучьенский с/о     | Осташковский   | часть с.н.п. включена в Ботовский и Свапущенский с/о       |
| 8  | Зареченский с/о      | Максатихинский | часть с.н.п. включена в Кострецкий с/о                     |
| 9  | Зеленогорский с/о    | Вышневолоцкий  | часть с.н.п. включена в новообразованный Горняцкий с/о     |
| 10 | Коломенский с/о      | Вышневолоцкий  | пос. Борисовский выделен в Борисовский с/о                 |
| 11 | Новосёлковский с/о   | Жарковский     | часть с.н.п. включена в Жарковский с/о                     |
| 12 | Садовый с/о          | Вышневолоцкий  | часть с.н.п. включена в Сорокинский с/о                    |
| 13 | Серёдкинский с/о     | Пеновский      | часть с.н.п. включена в Охватский с/о                      |
| 14 | Сокольнический с/о   | Кувшиновский   | часть с.н.п. включена в Сокольнический с/о                 |
| 15 | Сорокинский с/о      | Вышневолоцкий  | часть с.н.п. включена в новообразованный Горняцкий с/о     |
| 16 | Старосандовский с/о  | Сандовский     | часть с.н.п. включена в Топоровский с/о                    |
| 17 | Стрелихинский с/о    | Кесовогорский  | часть с.н.п. включена в Лисковский с/о                     |
| 18 | Терелесовский с/о    | Вышневолоцкий  | часть с.н.п. включена в Дятловский с/о                     |
| 19 | Троицкий с/о         | Жарковский     | часть с.н.п. включена в Жарковский с/о                     |

### Включение бывших посёлков городского типа в сельские округа
Посёлки городского типа, преобразованные в сельские населённые пункты и включённые в сельские округа.
| № | Сельский округ | Район         | Год  | Включённый н.п. |
| - | -------------- | ------------- | ---- | --------------- |
| 1 | Березайский    | Бологовский   | 2005 | Березайка       |
| 2 | Выползовский   | Бологовский   | 2005 | Выползово       |
| 3 | Селищенский    | Селижаровский | 2001 | Селище          |
| 4 | Трудовой       | Фировский     | 2000 | Труд            |